# آرامگاه بابا حسین و بی‌بی
آرامگاه بابا حسین و بی بی مربوط به دوره تیموریان است و در شهرستان فاروج، روستای خسرویه استان خراسان جنوبی واقع شده و این اثر در تاریخ ۸ مرداد ۱۳۸۱ با شمارهٔ ثبت ۵۹۴۵ به‌عنوان یکی از آثار ملی ایران به ثبت رسیده است.